# Moleskine (marque)
Pour les articles homonymes, voir Moleskine.
Moleskine (de l'anglais moleskin, litt. peau de taupe) est une marque de carnets de notes déposée en 1997 par Modo&Modo, une petite maison d'édition milanaise, maison mère de Moleskine Srl. Ces carnets ne doivent leur célébrité qu'au département marketing de l'entreprise, qui reproduit le « carnet Moleskine » si cher à l’écrivain anglais Bruce Chatwin dans son roman Le Chant des pistes, publié en 1987.   
Ces carnets étaient produits à Tours, par une petite entreprise familiale jusqu'en 1986. Initialement composés de 240 pages de papier ivoire au format de poche 13 × 21 cm avec une couverture noire en toile éponyme, recouverte d'un enduit aux qualités imitant celles du cuir, la moleskine et fermés par un élastique cousu dans le rabat. Les carnets possédaient en outre un marque-page en toile, cousu au dos et un soufflet de rangement dans la couverture. 
Avec le succès de la marque, de nombreuses variantes voient le jour : formats différents, motifs imprimés (quadrillage, lignes, etc.), grain du papier (version pour aquarelle), couleur ou ornementation de la couverture, couverture souple, etc. Il existe également des formes différentes (Leporello ou en format bloc-notes), ainsi que des fonctions spécifiques (large choix d'agendas, carnets de voyages avec cartes pré-imprimées, catalogues pour collections, etc.).
Le carnet se maintient fermé par une bande élastique fixée des deux côtés de la couverture arrière, attribut constant à travers toute la gamme. L'intérieur de la couverture arrière comporte une poche en papier cartonné qui permet de ranger des billets ou petites notes, et qui sert dans les agendas à tenir le carnet de contact, qui peut ainsi se transférer d'un agenda à l'autre au changement d'année. Les carnets et agendas sont aussi dotés d'une bande de galon fixée à la reliure pour servir de marque-page. La page de garde avant propose des champs pour indiquer le propriétaire du carnet et son adresse, ainsi que pour offrir une récompense à celui qui le renverrait en cas de perte.
La marque se diversifie également avec des accessoires proches comme des stylos et crayons, des étuis pour tablettes électroniques, etc.

## Histoire

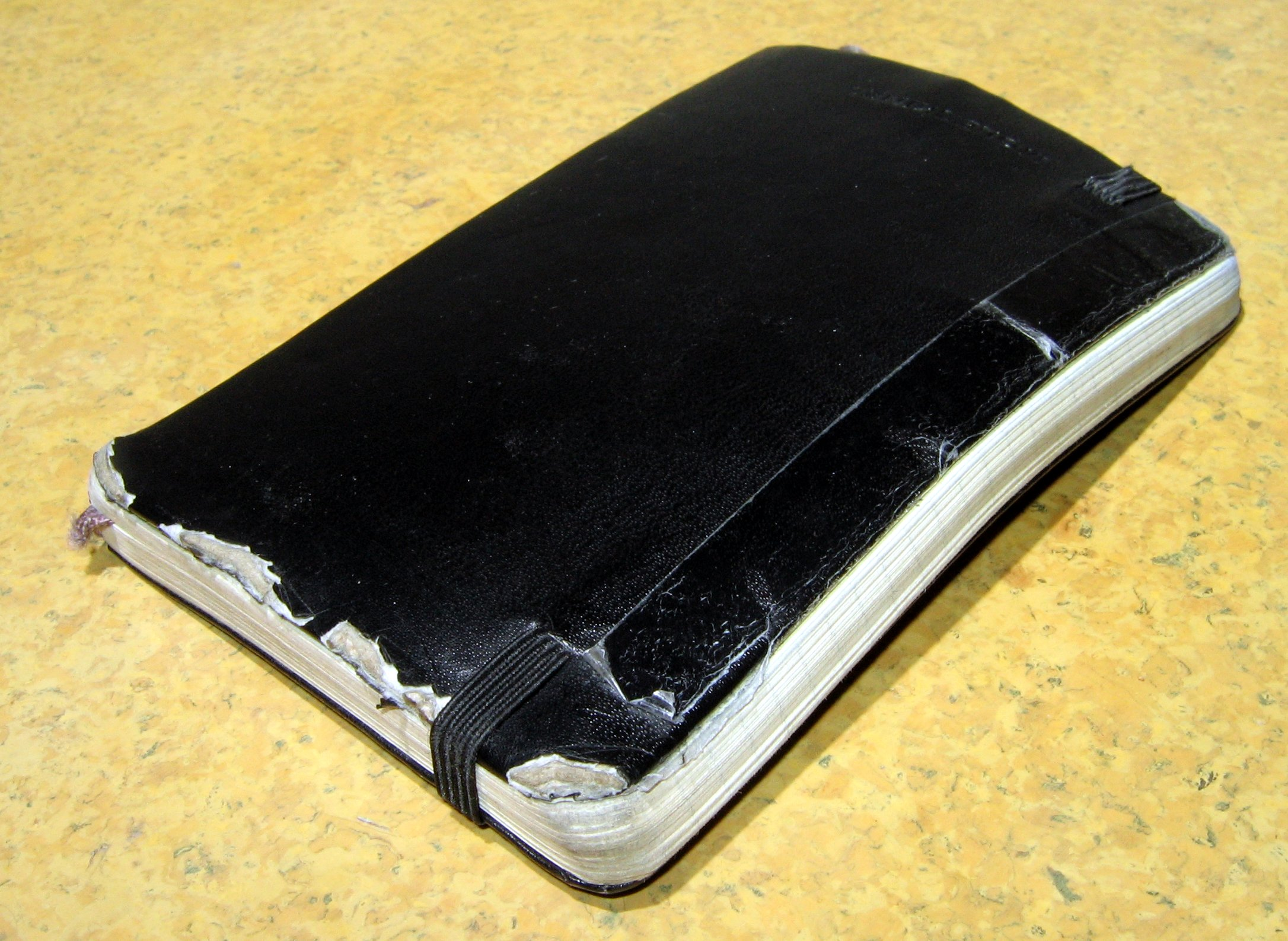
Vieux Moleskine.

Les carnets en couverture de moleskine sont évoqués par Lucien Jacques dans son roman Carnets de moleskine publié aux éditions Gallimard en 1939, puis plus tard par Bruce Chatwin dans un ouvrage publié en 1987, ce qui donne en 1998 l'idée à l'entreprise italienne Modo & Modo de les reproduire, en étendant la définition proposée par Chatwin à tous les carnets à rabats utilisés depuis le XIXe siècle par divers artistes et écrivains.

### Première description
Le terme moleskine est utilisé par Bruce Chatwin, pour désigner des carnets à rabats qu'il décrit précisément dans son récit Le Chant des pistes et les nomme mole skin ce qui signifie « peau de taupe », en référence à leur couverture enduite. Ces carnets moleskines sont définis comme reliés de toile cirée noire, quadrillés, et maintenus fermés par une bande élastique. Ils sont fabriqués depuis le XIXe siècle par une entreprise familiale de Tours qui ne leur a pas donné de nom particulier. Il écrit dans son ouvrage The Songlines la fin de ce carnet sous l'expression « Le vrai moleskine n'est plus. ». La société qui les fabrique ferme en effet en 1985. Avant de s'embarquer pour l'Australie, il tente de réaliser un stock de tous les carnets qu'il peut encore trouver.

### Reconstitution par Modo & Modo

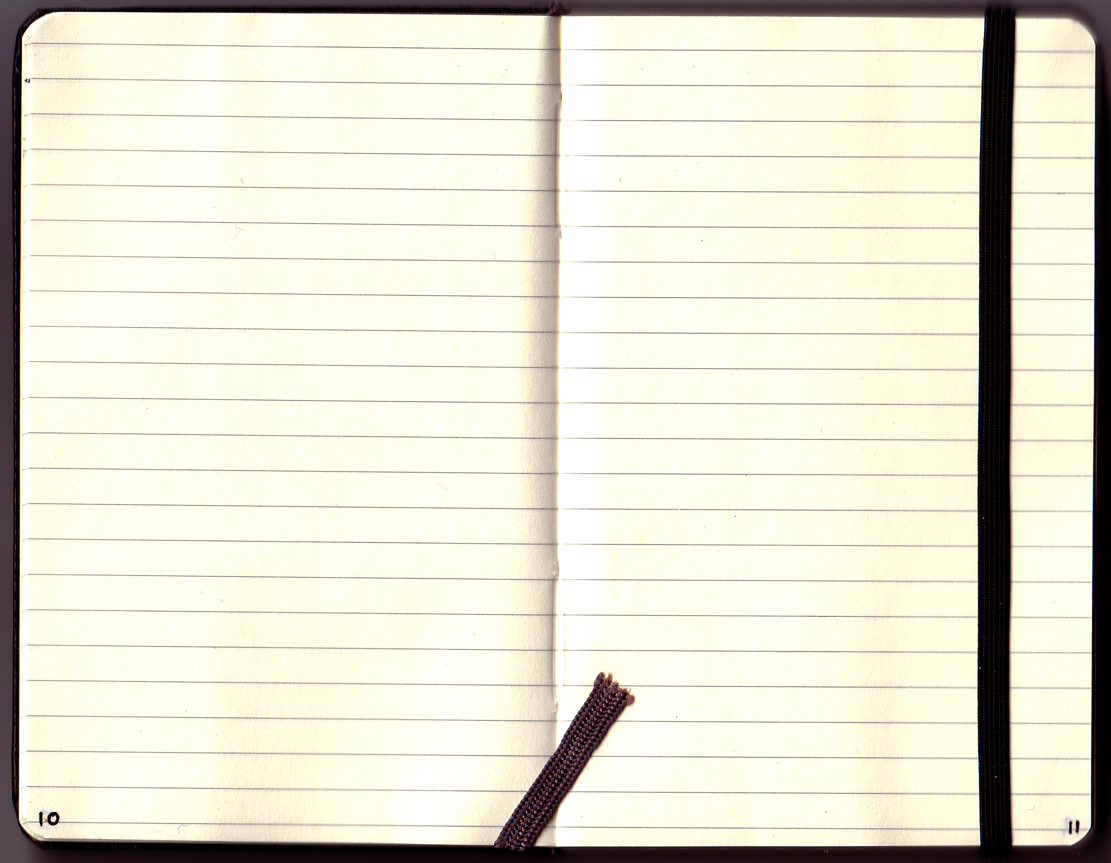
Vue intérieure d'un carnet Moleskine ligné, la bande élastique est visible sur le côté droit, ainsi que le signet au centre.

L'entreprise Modo & Modo décide de recréer ce carnet décrit par Bruce Chatwin et de le doter d'une histoire reconstituée. Ni le concept de ce type de carnet ni le terme « Moleskine » n'étaient alors déposés en tant que marque. La marque « Moleskine » est créée en 1997.
Ils vont rechercher un ensemble des personnalités créatives, artistes ou écrivains, qui pourraient de façon plausible avoir utilisé un carnet similaire à celui décrit par Chatwin.
Ainsi, dans son autobiographie Paris est une fête , Ernest Hemingway évoque un carnet de notes qui lui sert pour la rédaction d'une œuvre, à la couverture bleue. Le mot Moleskine n'apparaît pas mais la marque indiquera dans sa communication qu'il s'agit d'un carnet moleskine.
Louis-Ferdinand Céline se voit également attribué l'utilisation d'un carnet Moleskine dans Le neveu d'Amérique, un roman de Luis Sepúlveda: « C'est une pièce de musée, un de ces authentiques carnets de moleskine si appréciés par des écrivains comme Céline ou Hemingway ».
La marque cite également Vincent van Gogh et Pablo Picasso. 
Cette reconstruction permet à la marque de proposer ce qu'un journaliste du Guardian appelle une ethos et un discours marketing appelant à la créativité, au voyage. Il s'agit d'un exemple typique de brand storytelling où une marque raconte une histoire et dote son produit d'une association à cette histoire.
Des journalistes critiquent cette reconstruction comme une inférence injustifiée, arguant que rien ne prouve que les personnalités citées utilisaient un carnet moleskine,. En outre, si tous ces artistes ont pu utiliser des carnets du même type, éventuellement appelés « carnets moleskine », ils n'ont néanmoins jamais utilisé des carnets de cette marque  puisqu'elle n'existait pas à l'époque. Ces carnets, dont les fabricants ou les couvertures pouvaient être différents, ont été définis a posteriori par la marque Modo & Modo comme des carnets Moleskine.
Toutefois, une étude de 2013 met en évidence que le récit de la marque n'est pas toujours pris au premier degré par les acheteurs, qui sont conscients qu'il s'agit d'un discours marketing mais apprécient les références et désirent « suspendre leur incrédulité ».

## Développement commercial

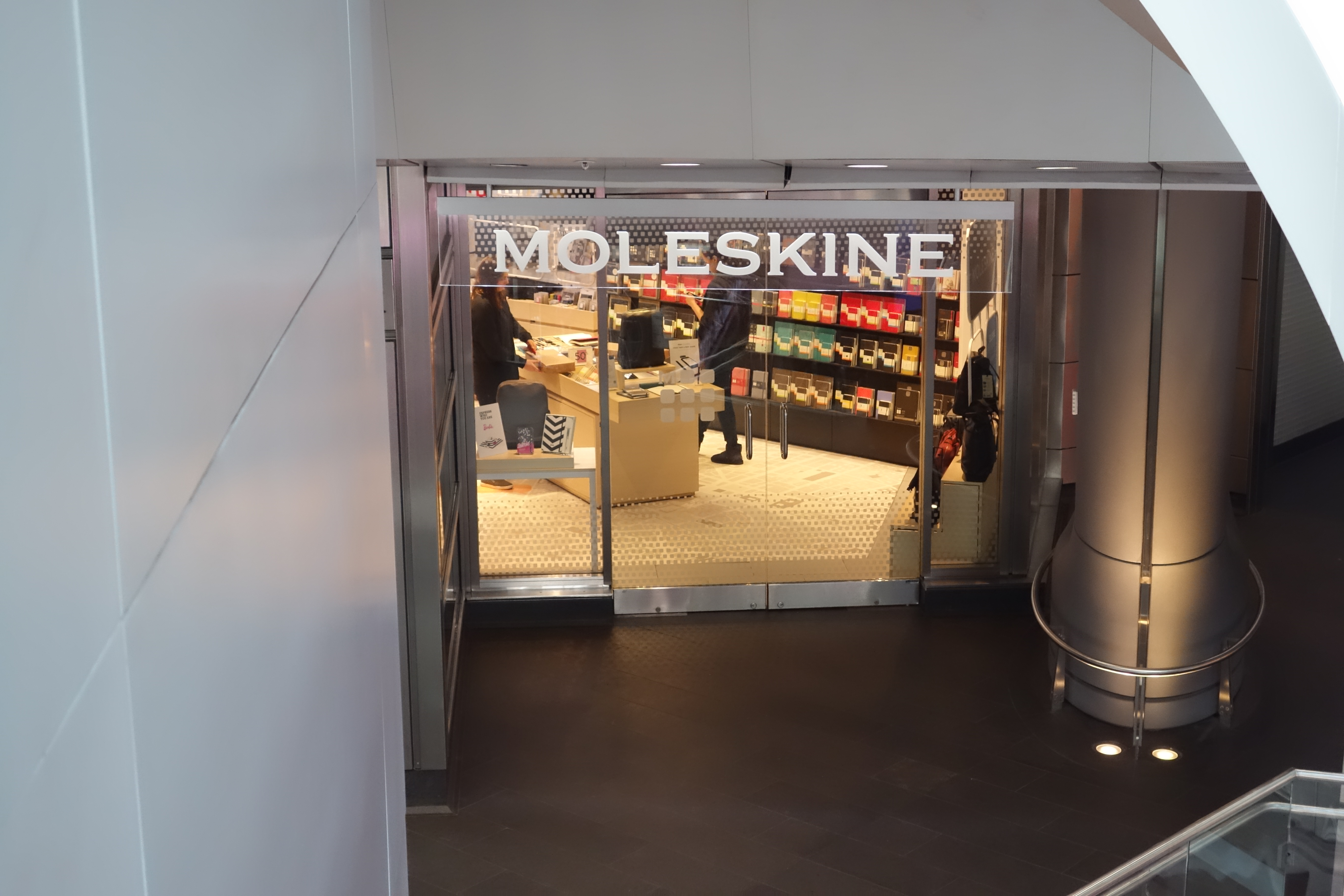
Vue plongeante depuis l'escalier en colimaçon de la boutique Moleskine au rez-de-chaussée du bâtiment principal du Fulton Center dans le quartier financier de Manhattan.

La marque Moleskine est déposée en 1997 par la société italienne Modo & Modo. En 2006, l'entreprise doit faire face à une forte demande. 
En août 2006, un fonds d'investissement de la Société générale, Syntegra Capital, a racheté Modo & Modo pour 60 millions d'eurostandis qu'une entreprise Moleskine Srl est créée.
Fin des années 2000, le chiffre des ventes était de 4,5 millions par an,, dont la moitié aux États-Unis et 200 000 en France.
Il en a été vendu 12 à 15 millions d'exemplaires de carnets Moleskine en 2012. L'entreprise a réalisé cette année-là un chiffre d'affaires de 78 millions d'euros pour un résultat net de 18,1 millions d'euros. En 2013, il existe en 400 modèles différents et est distribuée dans 70 pays. Le carnet a ainsi été décliné en agenda, cahiers, étuis pour iPad et existe en plusieurs couleurs. 36 % des ventes sont réalisées en Amérique (du Sud ou du Nord) et 11 % en Asie. La marque a lancé sa propre chaîne de magasins : il en existe 12 en 2013 : un aux États-Unis, quatre en Chine et sept en Europe.
L'entreprise entre à la bourse de Milan en 2013. Cette  entrée est valorisée à 560 millions d'euros.
Fin septembre 2016, le groupe D'Ieteren acquiert une participation de 41 % dans Moleskine. Après avoir lancé une offre publique obligatoire sur le restant des actions de l'entreprise, D'Ieteren franchit le seuil de participation de 95 %, ce qui lui donne le droit de lancer une procédure de squeeze out afin d'obtenir le contrôle total de Moleskine. Son intention est alors de retirer la cotation de Moleskine de la Bourse de Milan.

## Références culturelles

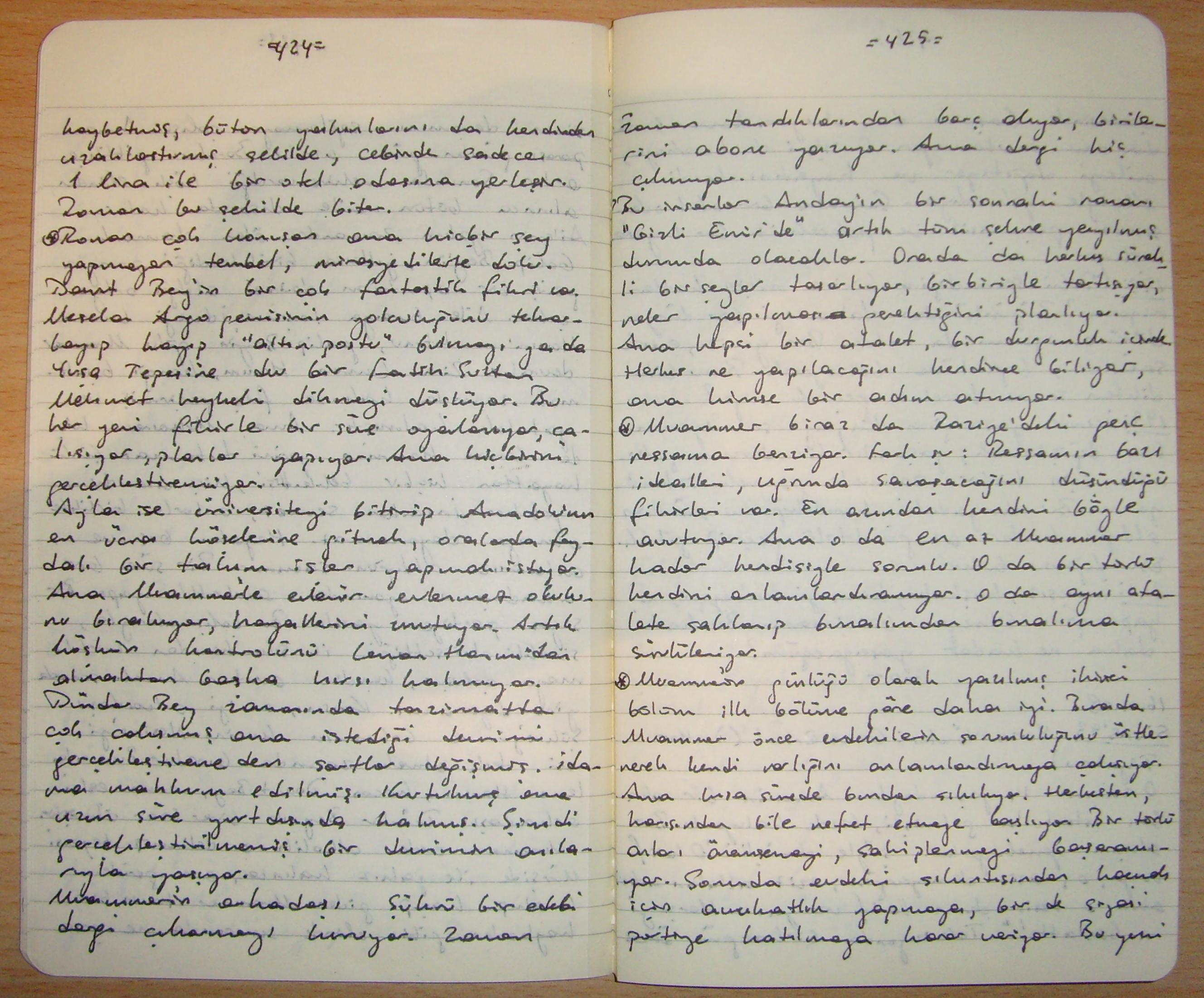
Notes en turc dans un carnet Moleskine.